# 응우옌푹미엔투
응우옌푹미엔투(베트남어: Nguyễn Phúc Miên Thủ / 阮福綿守 완복면수, 1819년 3월 5일 ~ 1859년 9월 24일)는 응우옌 왕조의 황족이다. 민망 황제의 9번째 아들로, 생모는 미인(美人) 응우옌티번(阮氏彬)이다. 자는 시보(베트남어: Thị Phủ / 是甫)이다.

## 생애
자롱 18년 2월 초십일(1819년 3월 5일), 후에 황성에서 태어났다. 어려서 사람됨이 겸손하고 예의가 있었다.
민망 21년(1840년) 정월, 함순군공(베트남어: Hàm Thuận Quận Công / 咸順郡公)에 봉해졌다.
뜨득 12년 8월 28일(1859년 9월 24일), 사망하니 향년 41세였다. 시호를 돈공(敦恭)이라 하였고, 승천부(承天府) 향수현(香水縣) 야리총야리상사(野犁總野犁上社)에 장사지냈다. 향차현(香茶縣) 부춘총춘안읍(富春總春安邑)에 사당을 세우고 제사를 지냈다.
바오다이 19년(1944년), 바오다이 황제가 그에게 함순공(베트남어: Hàm Thuận Công / 咸順公)을 추증하였고, 시호를 고쳐 공숙(恭肅)이라고 하였다.

## 자녀
아들 27명과 딸 35명을 두었다. 후예들은 혈(頁) 자부(字部)를 하사받고 그에 따라 이름을 지었다.

### 아들
- 여섯째 응우옌푹홍히엔(阮福洪顯) - 기외후(畿外侯)를 습봉하였다. 이후에 범죄를 저질러 작위를 삭탈당했다.
  - 손자 응우옌푹응데(阮福膺題) - 봉국경(奉國卿)을 습봉하였다.

## 참고 문헌
- 《완복족세보(阮福族世譜)》
- 《대남식록》정편열전2집(正編列傳二集) 권5(卷五)